# Соломия (село)
Соломия (укр. Соломія) — село в Гайворонской городской общине Голованевского района Кировоградской области Украины.
До 2020 года входило в Гайворонский район.
Население по переписи 2001 года составляло 548 человек. Почтовый индекс — 26321. Телефонный код — 5254. Код КОАТУУ — 3521185102.